# Ґергард фон Горн
Ґергард Ганс-Гельмут фон Горн (нім. Gerhard Hans-Helmuth von Horn; 2 червня 1901 — ?) — німецький офіцер, капітан-лейтенант резерву крігсмаріне (1 грудня 1939). Дипломований інженер. Кавалер Німецького хреста в золоті.

## Звання
- Лейтенант-цур-зее резерву (15 квітня 1936)
- Оберлейтенант-цур-зее резерву (1 грудня 1939)
- Капітан-лейтенант резерву

## Нагороди
- Почесний хрест ветерана війни (7 грудня 1936)
- Залізний хрест 2-го класу (12 січня 1940)
- Нагрудний знак мінних тральщиків (29 жовтня 1940)
- Залізний хрест 1-го класу (14 грудня 1940)
- Нагрудний знак «За поранення» в чорному (5 грудня 1943) — за поранення, отримане 29 листопада 1943 року.
- Німецький хрест в золоті (26 квітня 1944) — як командир форпостенбота «Альфред I» 7-ї флотилії форпостенботів.